# 髙橋令子
- 高橋令子

髙橋 令子（たかはし れいこ、1955年12月 - ）は、日本の栄養学者（専門は給食管理・給食計画・給食実務）。静岡英和学院大学短期大学部食物学科教授。姓は高橋と表記されることもある。

## 概要
静岡女子大学家政学部食物学科卒業。専攻は家政学であり、なかでも栄養学を中心とした分野である。特に給食管理、給食計画論、給食実務論といった給食とそれに派生する諸問題を専門とする。食を通じた健康の増進を実現するべく研究を続けている。栄養士を目指す学生らに対して「生きるエネルギーの源は『食べること』。これは人間の一生を通じてとても大切な事」だと述べ、みずからの食生活を見直すことから始めるべきだと訴えた。